# Nannophryne cophotis
Espèce
Synonymes
- Bufo cophotis Boulenger, 1900
- Chaunus cophotis (Boulenger, 1900)

Statut de conservation UICN

 CR  : 
En danger critique
Nannophryne cophotis est une espèce d'amphibiens de la famille des Bufonidae.

## Répartition
Cette espèce est endémique du Pérou. Elle se rencontre dans les régions de Cajamarca, d'Ancash et de La Libertad entre 3 160 et 4 100 m d'altitude. 

## Publication originale
- Boulenger, 1900 : Descriptions of new Batrachians and Reptiles collected by Mr. PO Simons in Peru. Annals and Magazine of Natural History, ser. 7, vol. 6, p. 181-186 (texte intégral).